# Narrentasje
Het Narrentasje (Taphrina pruni), ook wel Hongerpruim, is een biotrofe parasiet die bij sleedoorn en diverse andere pruimensoorten voor misvormde vruchten zorgt.

## Kenmerken

### Uiterlijke kenmerken
Taphrina pruni groeit op pruimen en sleedoornen. De schimmel veroorzaakt hypertrofie en tast de vruchten en takken van de waardplant aan. De misvormde vruchten zijn meestal langwerpig, vaak gebogen en vervormd, en hol van binnen. Aanvankelijk zijn ze lichtgroen en glad, met de jaren verschrompelden ze. Aanvankelijk zijn ze met een melig laagje, daarna bruin verkleurd. De aangetaste takken zijn verdikt en misvormd. Wanneer bladeren worden gevormd, zijn ze gekruld en verkleurd. Aangetaste vruchten vormen geen zaden en zijn niet meer geschikt voor consumptie.

### Microscopische kenmerken
Het mycelium groeit intercellulair onder de epidermis en groeit dikaryisch. Hun asci breken uit tussen de epidermale cellen zonder een echt vruchtlichaam. Asci zijn 8-sporig, knotsvormig of bijna cilindrisch met een afgeronde top, 27–53 × 5–17 of 40–60 × 8–15 µm groot. Ze zijn afgerond of afgeknot aan de top. Ze bevatten altijd acht sporen. Ascosporen zijn bolvormig of ellipsoïde, 4–6 × 3–6 µm of kort-ovaal, 4–5 × 4 µm en kunnen uitlopen in asci. Bij het ontluiken vormen ze conidia (ongeslachtelijk gevormde sporen), die een afgeronde vorm hebben en half zo groot zijn als ascosporen. 

## Verspreiding
Taphrina pruni is wijdverbreid in Europa en Noord-Amerika. Er zijn ook vondsten bekend uit Japan en Nieuw-Zeeland.
In Nederland komt het vrij algemeen voor. Het staat niet op de rode lijst en is niet bedreigd.

## Kweek
De schimmel groeit langzaam op gist-mout-agar. Na twee weken is de kolonie crème-oranje tot zalmkleurig met een glanzend, glad oppervlak en boterachtig. In vloeistof van gist-moutmedium zijn de cellen na vijf dagen bij 20 ° C bolvormig, eivormig of ellipsvormig en meten ze 4,8–8,2 × 7,2–10,6 µm.

## Taxonomie
Taphrina pruni werd voor het eerst beschreven door Edmond Tulasne in 1866. De narrentasjes gevonden op pruim in Noord-Amerika behoren waarschijnlijk tot Taphrina communis. Lang is dit beschouwd als een synoniem van Taphrina pruni, maar Taphrina padi is nu geaccepteerd als een aparte soort en wordt uitsluitend aangetroffen op de gewone vogelkers (Prunus padus).